# キース・ローリー
キース・クリストファー・ローリー（英語: Keith Christopher Rowley、1949年10月24日 - ）は、トリニダード・トバゴの政治家。同国首相（第8代、7人目）を2015年から2025年まで約9年半務めた。火山学者として、地質学の博士号を取得している。

## 来歴
トバゴのメイソン・ホールで生まれ、農民の祖父母の元で育った。西インド諸島大学では地球化学を専攻し、1978年に地質学の博士号を取得している。大学では研究員を経て、地震研究室長を歴任。1981年に政界入りを果たし、1987年に上院議員に当選している。パトリック・マニング政権下で農林水産大臣、通商産業大臣を歴任。2004年にはトリニダード・トバゴ代表米州開発銀行総裁を務めた。
2010年トリニダード・トバゴ総選挙で人民国民運動が敗北した後、ローリーは6月1日に最大野党党首となった。ローリーは2015年9月の総選挙で人民国民運動を率い、下院で41議席中23議席を獲得して政権を樹立し、与党であった人民のパートナーシップ連立政権を破る。2020年8月10日の総選挙で再び人民国民運動を勝利に導き、ローリは8月19日にトリニダード・トバゴの首相に再選。しかし、2021年4月6日に新型コロナウイルスに感染した。私生活では弁護士のシャロン・ローリーと結婚し、3人の子を儲けている。
2025年1月3日、年内の任期満了に伴う総選挙よりも前に辞任し選挙には立候補しないと表明、政界からの引退も示唆した。これを受け6日に人民国民運動は、後継の首相にスチュアート・ヤングを選出した。2月26日には講演で3月16日付での辞任を表明した。後継のスチュアート・ヤングが3月17日に大統領官邸で就任宣誓を行い、約9年半に及んだローリー政権は幕を下ろした。